# Noble M12
Noble M12 — дводверний спортивний автомобіль, що виготовлявся виробником автомобілів Noble Automotive з 2000 по 2008 рік.

## Опис

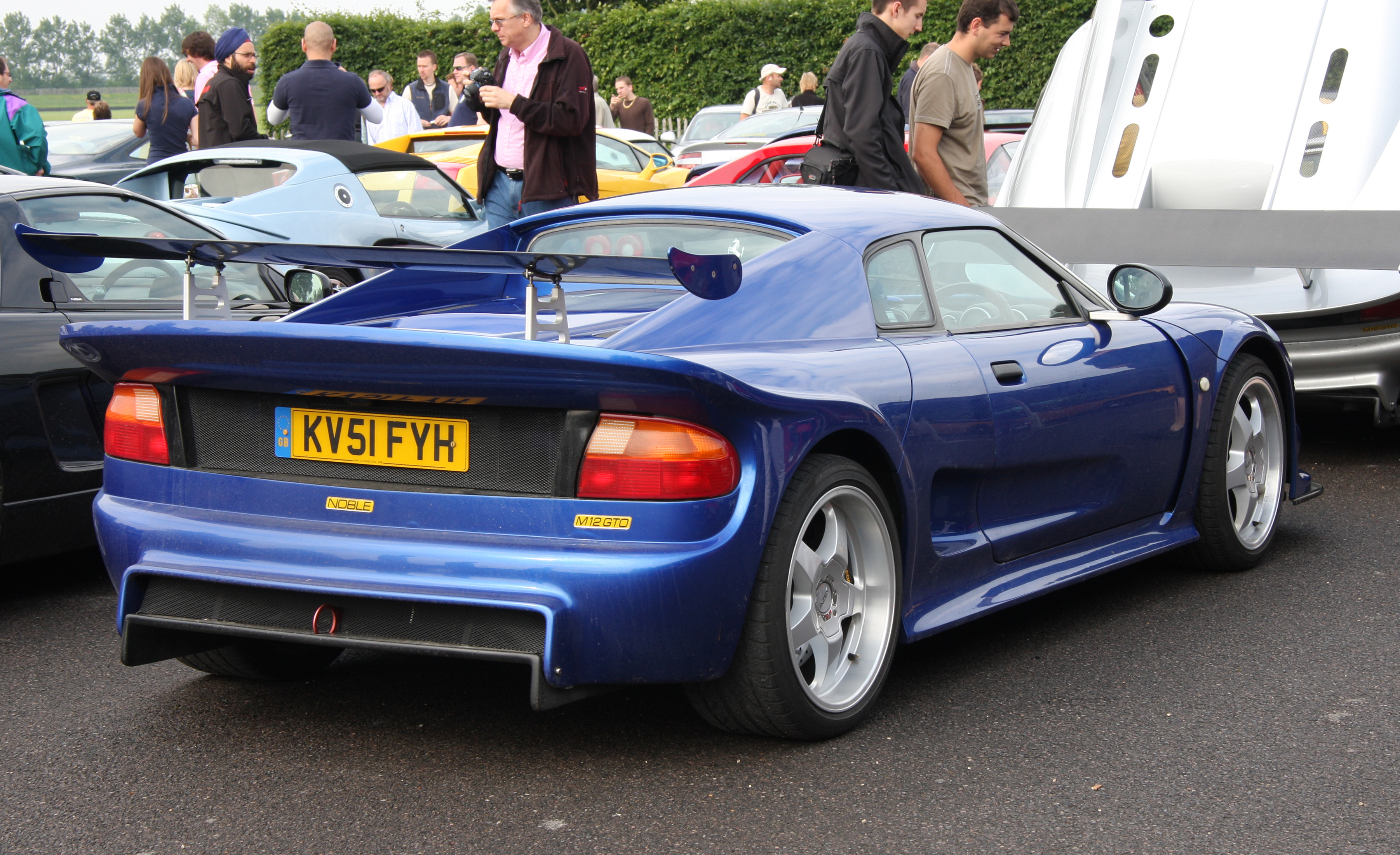

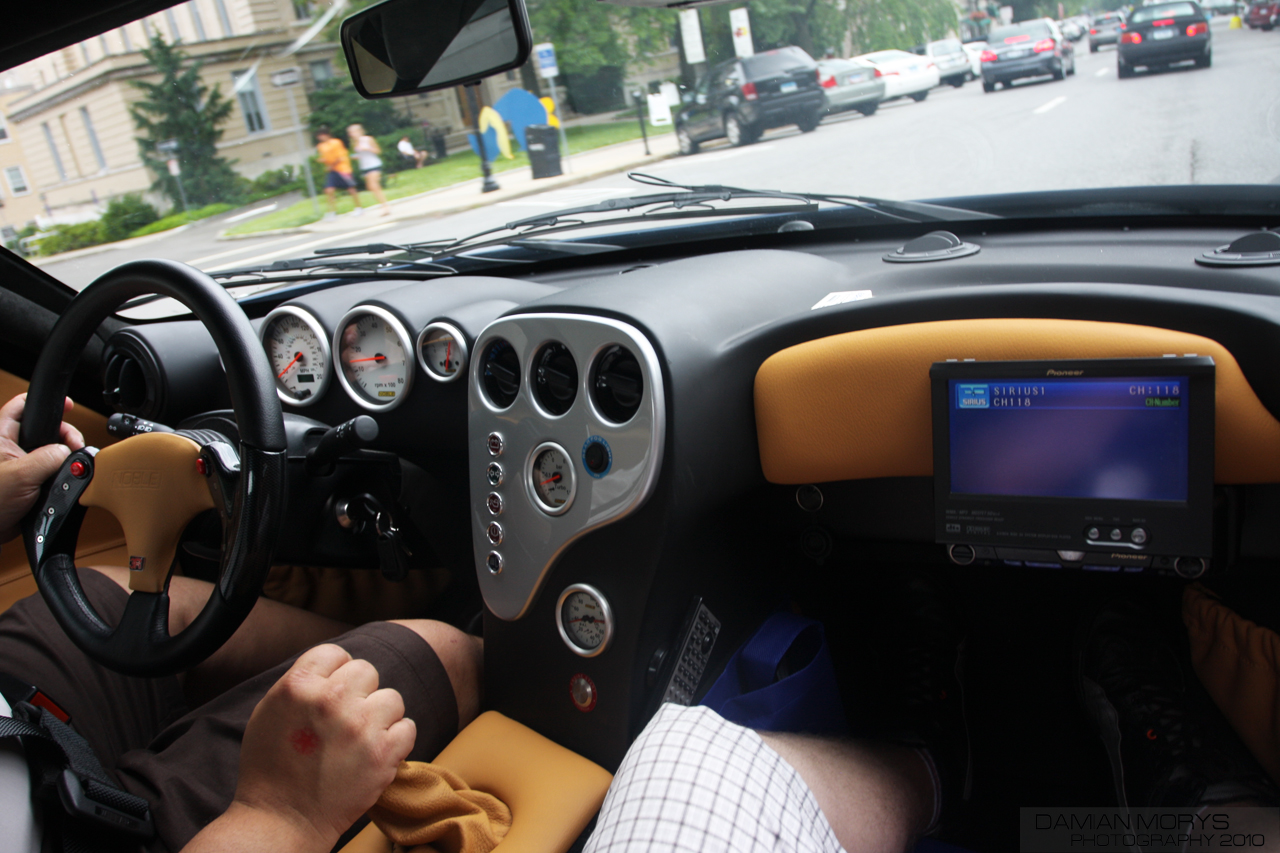

Спочатку Noble M12 мав бути розроблений у двох версіях: купе та кабріолет (називається GTC); однак останній був лише представлений на автосалоні, але так і не пішов у виробництво.
Усі M12 оснащені центральним двигуном Ford Duratec V6 bi-turbo, заднім приводом і 6-ступінчастою механічною коробкою передач. Він складається зі сталевої рами та оснащений сталевою стійкою безпеки, а кузов виконано зі скловолокна.
Хоча M12 виглядає як гоночний автомобіль, він також схвалений для використання на дорогах. Існує два варіанти цього автомобіля, виготовленого за ліцензією Noble: Rossion Q1 від Rossion Automotive і Salica GT/GTC від Salica Cars.
Це купе має 4 різні версії:
- Noble M12 GTO 2.5L Ford Duratec V6 bi-turbo 310 к.с.
- Noble M12 GTO-3 3.0L Ford Duratec V6 bi-turbo 352 к.с.
- Noble M12 GTO-3R 3.0L Ford Duratec V6 bi-turbo завжди з 352 к.с., здатний розганятися від 0 до 100 км/год за 3,7 секунди та здатний розвивати максимальну швидкість 298 км/год. Сила бічного прискорення досягає 1,2G.
- Noble M400 3.0L Ford Duratec V6 bi-turbo 425 к.с.

У 2008 році Salica Cars представила набір для перетворення M12/400 на кабріолет.